# Domart-en-Ponthieu
Domart-en-Ponthieu település Franciaországban, Somme megyében. Lakosainak száma 1066 fő (2022. január 1.). Domart-en-Ponthieu Berneuil, Franqueville, Gorenflos, Lanches-Saint-Hilaire, Ribeaucourt, Saint-Léger-lès-Domart és Surcamps községekkel határos.

## Népesség
A település népességének változása:
| Lakosok száma | 1152 | 1134 | 1126 | 1094 | 1074 | 1065 | 1059 | 1052 | 1066 |
|               | 2013 | 2015 | 2016 | 2017 | 2018 | 2019 | 2020 | 2021 | 2022 |